# Cordia leonis
Cordia leonis är en strävbladig växtart som beskrevs av Erik Leonard Ekman. Cordia leonis ingår i släktet Cordia, och familjen strävbladiga växter. Inga underarter finns listade i Catalogue of Life.